# Александър Бегажев
Александър Георгиев Бегажев е български журналист, преводач, доктор по философия.

## Биография
Роден е на 19 юли/1 август 1898 година в Горна Джумая, в семейството на учителя Георги Багажев – участник в борбата за освобождение на Македония, заточеник от Диарбекир и сътрудник на Антон Новак в изграждането на Морската градина във Варна, и Жейна Ненкова Хаджипавлова от Жеравна.
Учи във Варненската морска гимназия.
Александър Бегажев учи стенография, завършва българска филология и право в Софийския университет. Владее немски, френски, английски, руски и италиански език. Работи за вестниците „Варненски новини“, „Варненска поща“ и „Черно море“. Бегажев е заместник главен редактор и главен редактор на „Варненска поща“. Издава заедно с капитан Валентин Паспалеев списание „Морски сговор“. Пише художествена и театрална критика, превежда Виктор Юго и Чарлз Дикенс.
Александър Бегажев общува с Чудомир, Кирил Шиваров, Мими Балканска, Константин Щъркелов, Райко Алексиев, Данаил Крапчев, Инокентий Софийски и цар Борис III.
След отказа му през 1940 година да отпечата растера на богинята на победата Нике в чест на германското оръжие е уволнен от вестник „Варненски новини“. През 1944 година превежда новините от Радио Москва за „Бюлетина на ОФ“ от 4 октомври 1944 година.
Бегажев участва в създаването на вестник „Народно дело“. В началото е главен редактор, но по-късно, понеже е безпартиен, е понижен във външно-политически редактор. Работи в редакцията до 1949 година, когато е арестуван и откаран в Дирекцията на милицията в София по обвинения в англо-американски шпионаж. Мотив на обвиненията е излезлият в Лондон негов превод на мемоарите на капитан Валентин Паспалеев, началник на Щаба на Военноморските сили от 19 януари 1948 година. След година е изпратен в концлагера Белене. Освободен е през 1953 година и се прибира у дома стопен до 35 kg.
Неочаквано му предлагат да стане кореспондент на вестник „Юманите Диманш“ – органа на Френската комунистическа партия, но Бегажев категорично отхвърля.
Бегажев още в гимназията Ученическо-туристическо дружество „Река Тича“. Председател е на „Тича“ вероятно в периода 1914 - 1916 година.
До края на живота си се занимава с преводи и е секретар на шахматното дружество във Варна. Той е сред основателите на първия във Варна (22 юни 1922 г.) и втория в страната (след Търново) шахматен клуб. През същата година Бегажев участва в първия турнир на софийския шахматен клуб. Пръв в страната започва да поддържа шахматна рубрика – още през 1922 година в седмичника „Утрин“. Участва в първото неофициално републиканско първенство във Велико Търново през 1928 година, прекъснато от катастрофално Търновско земетресение.